# Nipponasura sanguinea
Nipponasura sanguinea là một loài bướm đêm thuộc phân họ Arctiinae, họ Erebidae.